# Старая гвардия (фильм, 1935)
«Старая гвардия» (итал. Vecchia Guardia) — фильм в стиле итальянского неореализма, снятый в 1934 году Алессандро Блазетти, величайшим итальянским режиссёром фашистского пропагандистского кино. Премьера фильма — 1935 год. Снят во время существования итальянского фашистского режима.

## Сюжет
Пропагандистский фильм. Апология похода итальянских фашистов на Рим в октябре 1922 года.
Действие фильма происходит в небольшом итальянском городе в октябре 1922 года. Группе местных чернорубашечников противостоят социалисты, которые организовали забастовку в городской больнице. Марио, сын доктора Кардини, убит в стычке. Затем показан фашистский поход на Рим, после которого король Виктор Эммануил III был вынужден передать власть Бенито Муссолини.
Несмотря на то, что фильм был создан как пропаганда режима Муссолини, показанные способ и методы, с помощью которых фашисты пришли к власти в Италии, не были восприняты фашистской иерархией и не пользовалась популярностью у неё, так как власть понимала, что изображение насилия с её стороны подрывает сложившийся, культивируемый ими образ Национальной фашистской партии.

## В ролях
- Джанфранко Джакетти — Клаудио Кардини
- Грациелла Антонелли
- Франко Брамбилла — Марио
- Мино Доро — Роберто
- Барбара Монис — учительница
- Мария Пуччини
- Уго Чезери — Маркон
- Грациела Бетти
- Умберто Сакрипанте
- Джино Виотти
- Чезаре Дзоппетти
- Аристиде Гарбини
- Итало Танкреди
- Андреа Кекки — Помпео (нет в титрах)
- Уго Сассо — эпизод (нет в титрах)